# Quaqua swanepoelii
Quaqua swanepoelii är en oleanderväxtart som först beskrevs av John Jacob Lavranos, och fick sitt nu gällande namn av Plowes. Quaqua swanepoelii ingår i släktet Quaqua och familjen oleanderväxter. Inga underarter finns listade i Catalogue of Life.